# 提克希奇·贝吉里斯坦
提克希奇·贝吉里斯坦（1964年8月18日—），前西班牙足球運動員，西班牙國家足球隊成員。

## 阿伊托·贝吉里斯坦（Txiki Begiristain）
阿伊托·贝吉里斯坦·穆吉卡（西班牙语：Aitor Begiristain Mújica，1964年8月12日－）是一位西班牙前职业足球运动员，司职左边锋或前锋，退役后成为足球高管，曾效力于西甲皇家社会、巴塞罗那、拉科鲁尼亚和日本浦和红钻等俱乐部。

### 个人生活
贝吉里斯坦出生于西班牙吉普斯夸省的奥拉贝里亚（Olaberria），并在巴斯克地区成长。他的父亲阿诺比奥（Anobio）曾是一个著名的巴斯克橄榄球运动员，之后开设了一家橄榄球俱乐部。此外，他的哥哥米基（Miki）也曾是职业球员，在西甲联赛效力。

### 球员生涯

#### 皇家社会（1982–1988）
贝吉里斯坦的职业生涯始于皇家社会，他在1982年首次亮相西甲，并在1986年帮助球队夺得西甲冠军。他在1986年成为球队的核心球员，并与球队签订了长期合同。

#### 巴塞罗那（1988–1995）
1988年，贝吉里斯坦加盟巴塞罗那，成为球队“梦之队”的一员，并在1992年随队赢得欧洲冠军杯。他与球队的教练约翰·克鲁伊夫关系密切，被视为“梦之队”的重要成员之一，助攻和组织进攻方面表现出色。贝吉里斯坦随巴萨参加了数个重要赛事，并帮助球队夺得了多个荣誉。
在巴萨的七年期间，贝吉里斯坦共为球队出场221次，攻入26个进球，并帮助球队赢得了4次西甲联赛冠军、1次欧洲冠军联赛（1992年）、2次国王杯冠军、以及多次西班牙超级杯。1989年，他在欧洲冠军联赛四分之一决赛对阵谢里夫的比赛中打入了一个重要进球，帮助巴萨晋级到半决赛。
在贝吉里斯坦的领导下，巴塞罗那建立了一支强大的球队，在1980年代和1990年代初成为欧洲足坛的顶级强队之一。贝吉里斯坦在比赛中的位置有时略显不稳定，但他的突破能力和传球能力在球队中非常突出。

#### 拉科鲁尼亚（1995–1997）
1995年，贝吉里斯坦转会至拉科鲁尼亚，效力至1997年。在此期间，他继续展示了自己的技术并帮助球队在西甲竞争中保持稳定。贝吉里斯坦在拉科鲁尼亚的表现赢得了广泛的赞誉，尽管年纪渐长，他仍是球队的核心。

#### 浦和红钻（1997–1999）
1997年，贝吉里斯坦加盟日本J联赛的浦和红钻，结束了他的球员生涯。

### 国家队生涯
贝吉里斯坦曾代表西班牙国家队参加1994年世界杯和1988年欧洲杯，共出场22次，打入6球。尽管贝吉里斯坦在国际比赛中的表现并不如在俱乐部中那么突出，但他依然是西班牙队的一员，并且在1990年西班牙队晋级1988年欧洲杯时扮演了重要角色。

### 退役后生涯
退役后，贝吉里斯坦转型为足球高管。1999年，他加入巴塞罗那的体育部门，开始担任足球总监，并参与了俱乐部的转会政策。在他的领导下，巴塞罗那签下了多位重要球员，包括梅西、哈维和伊涅斯塔等人，帮助球队在2000年代和2010年代成为全球顶级俱乐部之一。
2008年，贝吉里斯坦转会至英超的曼城担任体育总监，继续发挥重要作用。他通过多次签约，帮助曼城在英超赛场上取得了显著的成就。贝吉里斯坦在曼城带领俱乐部签下了如阿圭罗、德布劳内和斯特林等世界级球员，并协助曼城赢得了英超、足总杯和联赛杯等荣誉。

### 荣誉
- 西甲冠军：1991–92、1992–93、1993–94、1994–95（巴塞罗那）
- 欧洲冠军杯：1992（巴塞罗那）
- 西班牙国王杯：1990–91（巴塞罗那）
- 西班牙超级杯：1991、1992（巴塞罗那）
- 西班牙U21冠军：1986

## 西班牙國家足球隊
从1988年到1994年，他共为西班牙國家足球隊出场22次，打进6球。曾代表國家隊出戰1994年世界盃足球賽。

## 成績
| 西班牙 | 西班牙 | 西班牙 |
| ------ | ------ | ------ |
| 1988   | 6      | 0      |
| 1989   | 2      | 1      |
| 1990   | 1      | 0      |
| 1991   | 1      | 0      |
| 1992   | 3      | 3      |
| 1993   | 4      | 1      |
| 1994   | 5      | 1      |
| 總和   | 22     | 6      |